# Südliches Han-Reich

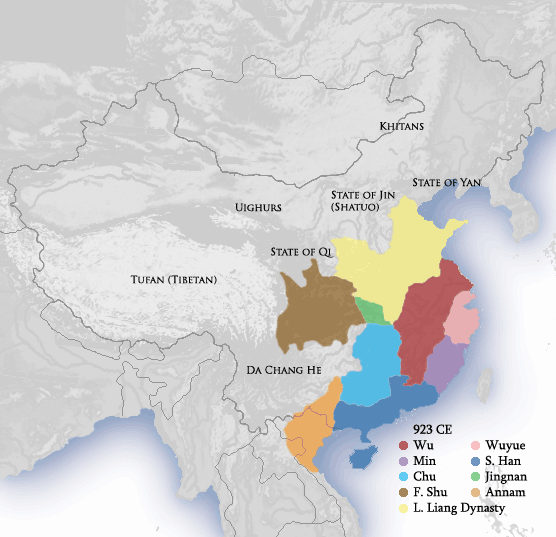
Späte Liang-Dynastie und Nachbarkönigreiche, 923 n. Chr. Das Südliche Han-Reich ist dunkelblau dargestellt.

Das Südliche Han-Reich bzw. Nanhan (chinesisch 南漢 / 南汉, Pinyin Nán Hàn, englisch Southern Han; 917–971) war eines der in der Zeit zwischen den Herrschaften der Tang-Dynastie und Song-Dynastie gebildeten Zehn Reiche der Zeit der Fünf Dynastien (Wudai) auf dem Gebiet der heutigen Provinzen Guangdong und Guangxi und darüber hinausgehender Landstriche in China.
Es geht zurück auf Liu Yin (劉隱), der 904, in der Zeit der Tang-Dynastie, zum lokalen Militärgouverneur (jiedushi) von Qinghaijun (清海军) ernannt wurde.
Seine Hauptstadt lag auf dem Gebiet der heutigen Stadt Guangzhou (Kanton). Zuerst nannte sich der Staat Yue 越, später Han 漢 / 汉. Es wurde 971 von der Nördlichen Song-Dynastie zerstört.
Seine vier Herrscher waren:
- Liu Yan 劉龑 (Gaozu 高祖)
- Liu Fen 刘玢 (Shangdi 殇帝)
- Liu Cheng 刘晟 (Zhongzong 中宗)
- Liu Chang 劉鋹 / 刘𬬮 (Houzhu 后主)

### Nachschlagewerke
- Cihai („Meer der Wörter“), Shanghai cishu chubanshe, Shanghai 2002, ISBN 7-5326-0839-5